# Владніку-де-Жос
Владніку-де-Жос (рум. Vladnicu de Jos) — село у повіті Вранча в Румунії. Входить до складу комуни Тенесоая.
Село розташоване на відстані 209 км на північний схід від Бухареста, 46 км на північ від Фокшан, 119 км на південь від Ясс, 90 км на північний захід від Галаца, 144 км на схід від Брашова.

## Населення
За даними перепису населення 2002 року у селі проживали 26 осіб, усі — румуни. Усі жителі села рідною мовою назвали румунську.